# Juan Serrano Squella
Juan Bautista Serrano Squella (Talcahuano, 3 de septiembre de 1872-13 de junio de 1929) fue un agricultor y político chileno, miembro del Partido Liberal (PL). Se desempeñó como senador por Ñuble entre mayo y septiembre de 1924.

## Familia y estudios
Nació en la comuna chilena de Talcahuano el 3 de septiembre de 1872, hijo de Horacio Serrano Vásquez y Rosa Squella Puga. Realizó sus estudios primarios y secundarios en el Colegio San Ignacio entre 1885 y 1889. Se dedicó a la agricultura, explotando fundos.
Se casó en la comuna de Tomé el 26 de septiembre de 1897 con Margarita Palma Cavero, con quien tuvo seis hijos: Juan, Horacio, José, Antonio, Andrés y Mauricio; Horacio y José, se desempeñaron como ministros de Estado en los gobiernos de los presidentes Juan Antonio Ríos y Carlos Ibáñez del Campo (segundo), respectivamente.

## Carrera política
En el ámbito político, militó en las filas del Partido Liberal (PL). En 1898, fue nombrado por el presidente Federico Errázuriz Echaurren, también liberal, como intendente de la provincia de Valdivia, cargo que ocupó hasta 1899.
Posteriormente, en las elecciones parlamentarias de 1924, se postuló como candidato a senador por Ñuble, para reemplazar a José Pedro Alessandri Palma (hermano del presidente Arturo Alessandri), quien había fallecido en noviembre de 1923. Obtuvo el escaño para finalizar el período senatorial 1921-1927, y en su gestión integró la Comisión de Agricultura, Industria y Ferrocarriles. Sin embargo, no logró finalizar su período debido a la disolución del Congreso Nacional el 11 de septiembre de 1924, mediante un decreto de la Junta de Gobierno instaurada tras un golpe de Estado.
Falleció el 13 de junio de 1929, a los 56 años.